# ياسمين عز
ياسمين عز هي مقدمة برامج مصرية، تقدم برنامج كلام الناس على قناة إم بي سي مصر.

## بدايتها
بدأت مشوارها الإعلامي من خلال برنامج عز الشباب على قناة روتانا مصرية واستمرت في القناة لمدة 3 أعوام بعدها انتقلت إلى قناة إم بي سي مصر حيث شاركت في تقديم برنامج صباحك مصري ثم قدمت برنامج حديث المساء بعد حصول مقدمة البرنامج سهام صالح على إجازة مفتوحة. ثم قدمت برنامج ليلة الخميس وهو برنامج فني لموسم واحد. بعد ذلك تشارك الجمهور المتابع لها ببعض اللقطات التلفزيونية التي تقدمها في برامجها بإستمرار وتفاعل.
شاركت في مسلسل برة الدنيا إنتاج عام 2010 ومسلسل الصفعة إنتاج 2012.

## الجدل
في فبراير 2022 أثارت ياسمين جدل بعد دفاعها عن عريس قام بضرب زوجته في ليلة زفافهم وطالبت النساء بمسامحة أزواجهن في حالة تعنيفهن، بعد تلك التصريحات تصدر هاشتاج أوقفوا ياسمين عز منصات التواصل الاجتماعي، وطالب البعض بإيقافها. وفي افتتاحية حلقة 19 فبراير 2022 اعتذرت ياسمين وأوضحت بأنها أساءت التعبير، وخانها التوفيق في اختيار الكلمات للتعبير عن المعنى الذي كانت تقصده.

## وصلات خارجية
- ياسمين عز على موقع قاعدة بيانات الأفلام العربية